# 클로드 알레그르
클로드 알레그르(프랑스어: Claude Allègre, 1937년 3월 31일~2025년 1월 4일)는 프랑스의 지구화학자이자 정치인이다.

## 약력
- 1967년 소르본 대학교 박사학위
- 1970년 파리 제6대학교 교수
- 코넬 대학교 강의
- 메사추세츠 공과대학교 강의
- 캘리포니아 공과대학교 강의
- 1973년 사회당 입당
- 1997년 6월 4일~2000년 3월 28일: 제23회 교육부 장관
- 2008년 사회당 탈당

## 수상
- 1986년 크라포르드상
- 1986년 V.M. Goldschmidt Award (국제지구화학회)
- 1987년 미국 예술 과학 아카데미 외국인 명예회원
- 1987년 몽클레어상 (런던지질학회)
- 1988년 아서 L. 데이상 (미국지질학회)
- 1994년 CNRS 금메달
- 1995년 윌리엄 보위 메달 (미국지구물리학연합)
- 1995년 프랑스 과학 아카데미

## 저서
- 신의 존재와 과학의 도전
- 동문선 신의 존재와 과학의 도전